# Saint-Paul-en-Gâtine
Pour les articles homonymes, voir Saint-Paul.
Saint-Paul-en-Gâtine est une commune du Centre-Ouest de la France située dans le département des Deux-Sèvres, en région Nouvelle-Aquitaine.

## Géographie

### Situation
La commune de Saint-Paul-en-Gâtine est située à l'ouest des Deux-Sèvres, dans la région de la Gâtine poitevine, en limite du département de la Vendée et du Haut-Bocage vendéen. 
Son altitude va de 118 mètres à 262 mètres (le deuxième point culminant des Deux-Sèvres) sur un massif granitique, l’altitude moyenne est de 190 mètres.
La rivière Vendée la traverse quelques centaines de mètres en aval de sa source, située dans la commune de L'Absie.
Le territoire municipal s'étend sur 1 539 hectares.

### Localisation et communes limitrophes
La commune est localisée à proximité de L'Absie et Scillé dans Deux-Sèvres, et en Vendée, limitrophe de La Chapelle-aux-Lys, Breuil-Barret et Saint-Hilaire-de-Voust.
| Breuil-Barret       | Moutiers-sous-Chantemerle | La Chapelle-Saint-Etienne |
|                     | Saint-Paul-en-Gâtine      | L'Absie                   |
| La Chapelle-aux-Lys | Le Busseau                | Scillé                    |

### Climat
Pour des articles plus généraux, voir Climat de la Nouvelle-Aquitaine et Climat des Deux-Sèvres.
Historiquement, la commune est exposée à un climat océanique du nord-ouest.  
En 2020, Météo-France publie une typologie des climats de la France métropolitaine dans laquelle la commune est exposée à un climat océanique et est dans la région climatique  Poitou-Charentes, caractérisée par un bon ensoleillement, particulièrement en été et des vents modérés.
Pour la période 1971-2000, la température annuelle moyenne est de 11,3 °C, avec une amplitude thermique annuelle de 14,6 °C. Le cumul annuel moyen de précipitations est de 991 mm, avec 13,9 jours de précipitations en janvier et 7,4 jours en juillet. Pour la période 1991-2020, la température moyenne annuelle observée sur la station météorologique la plus proche, située sur la commune de Scillé à 5,74 km à vol d'oiseau, est de 12,1 °C et le cumul annuel moyen de précipitations est de 954,6 mm,. Pour l'avenir, les paramètres climatiques de la commune estimés pour 2050 selon différents scénarios d’émission de gaz à effet de serre sont consultables sur un site dédié publié par Météo-France en novembre 2022.

## Urbanisme

### Typologie
Au 1er janvier 2024, Saint-Paul-en-Gâtine est catégorisée commune rurale à habitat dispersé, selon la nouvelle grille communale de densité à sept niveaux définie par l'Insee en 2022.
Elle est située hors unité urbaine et hors attraction des villes,.

### Occupation des sols
L'occupation des sols de la commune, telle qu'elle ressort de la base de données européenne d’occupation biophysique des sols Corine Land Cover (CLC), est marquée par l'importance des territoires agricoles (97,4 % en 2018), une proportion sensiblement équivalente à celle de 1990 (97,7 %). La répartition détaillée en 2018 est la suivante : 
zones agricoles hétérogènes (51,7 %), terres arables (27,2 %), prairies (18,5 %), zones urbanisées (1,9 %), forêts (0,4 %), zones industrielles ou commerciales et réseaux de communication (0,3 %). L'évolution de l’occupation des sols de la commune et de ses infrastructures peut être observée sur les différentes représentations cartographiques du territoire : la carte de Cassini (XVIIIe siècle), la carte d'état-major (1820-1866) et les cartes ou photos aériennes de l'IGN pour la période actuelle (1950 à aujourd'hui).

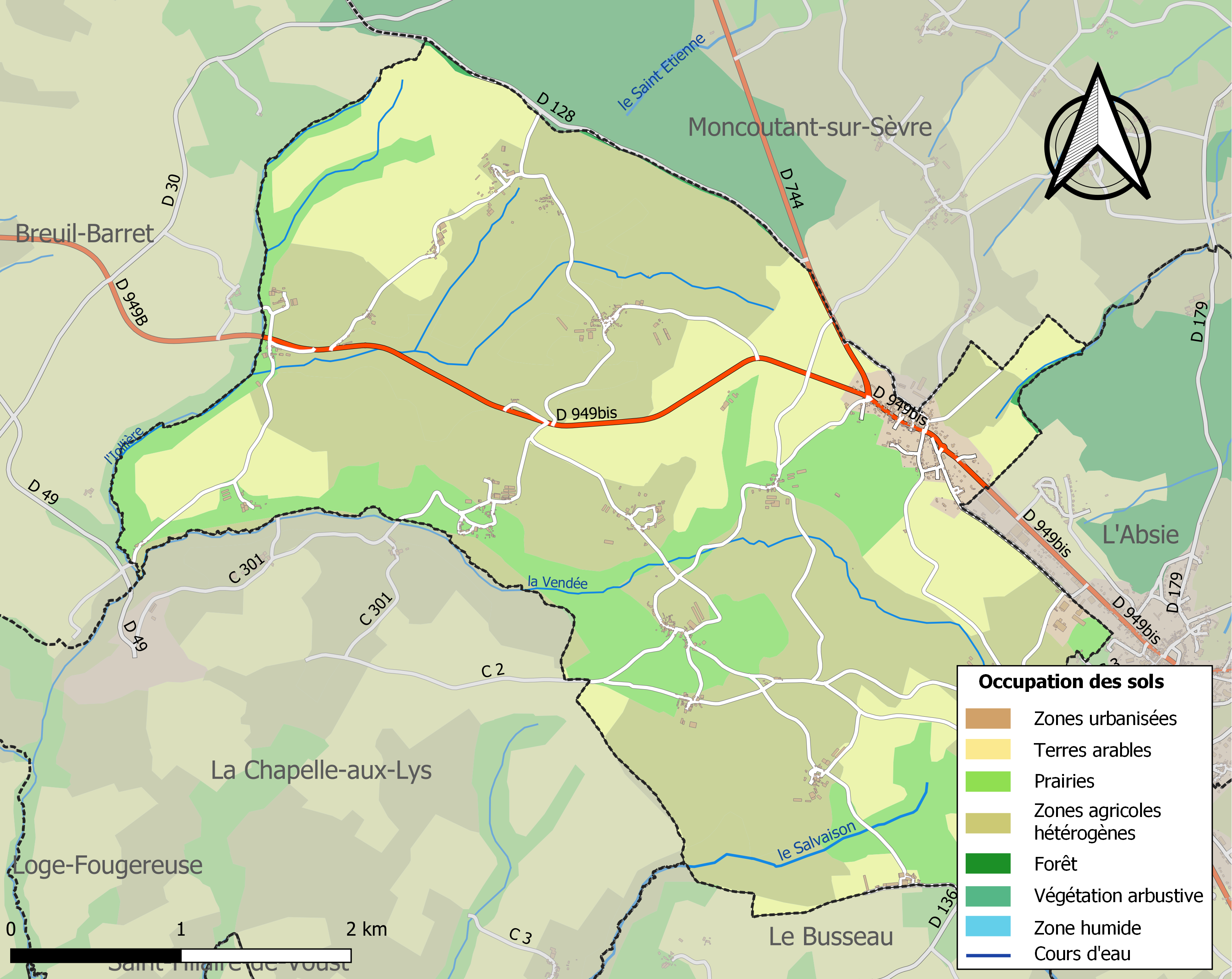
Carte des infrastructures et de l'occupation des sols de la commune en 2018 (CLC).

### Risques majeurs
Le territoire de la commune de Saint-Paul-en-Gâtine est vulnérable à différents aléas naturels : météorologiques (tempête, orage, neige, grand froid, canicule ou sécheresse), mouvements de terrains et séisme (sismicité modérée). Il est également exposé à un risque technologique,  le transport de matières dangereuses, et à un risque particulier : le risque de radon. Un site publié par le BRGM permet d'évaluer simplement et rapidement les risques d'un bien localisé soit par son adresse soit par le numéro de sa parcelle.

#### Risques naturels

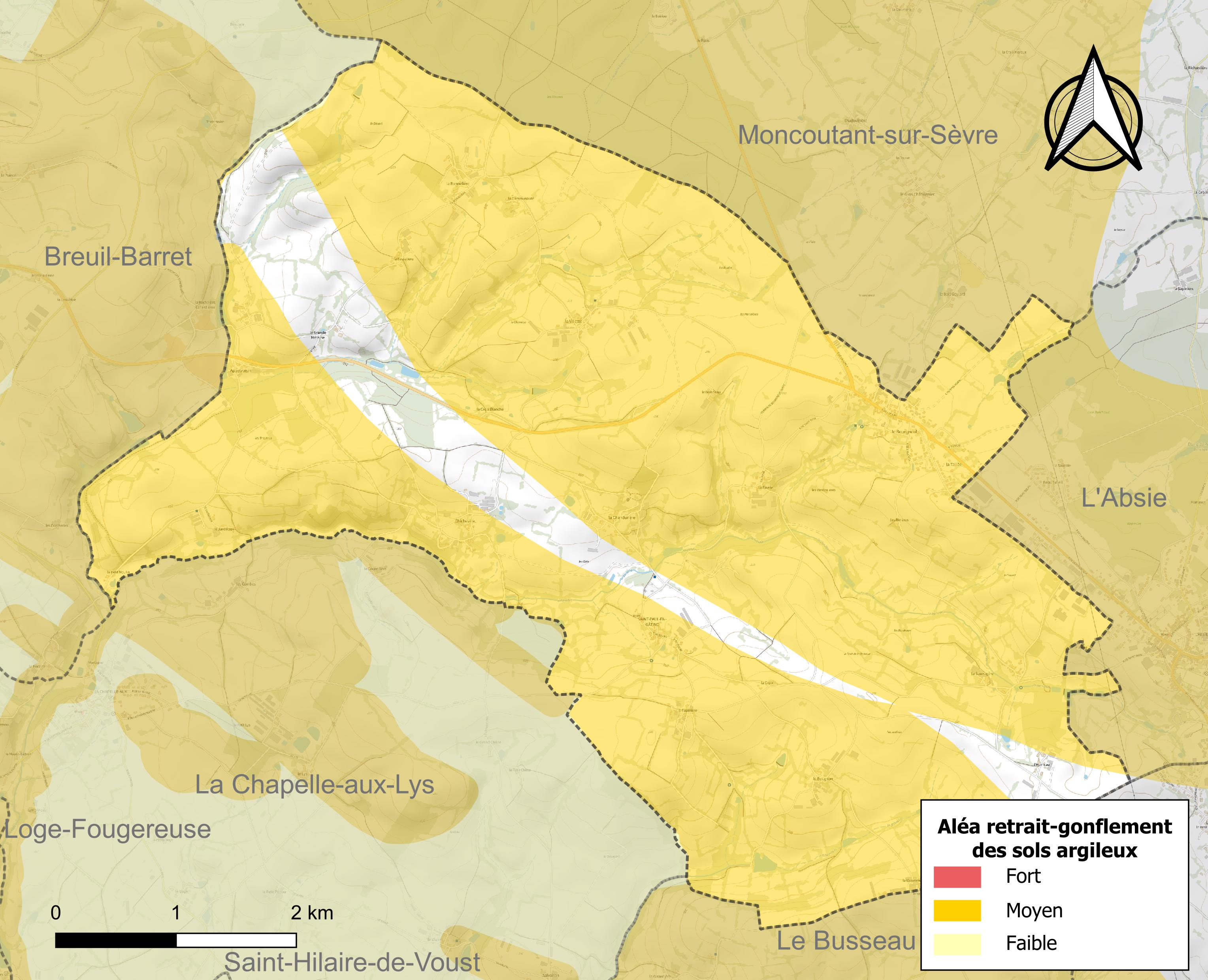
Carte des zones d'aléa retrait-gonflement des sols argileux de Saint-Paul-en-Gâtine.

Les mouvements de terrains susceptibles de se produire sur la commune sont des tassements différentiels. Le retrait-gonflement des sols argileux est susceptible d'engendrer des dommages importants aux bâtiments en cas d’alternance de périodes de sécheresse et de pluie. 88,2 % de la superficie communale est en aléa moyen ou fort (54,9 % au niveau départemental et 48,5 % au niveau national). Depuis le 1er octobre 2020, en application de la loi ELAN, différentes contraintes s'imposent aux vendeurs, maîtres d'ouvrages ou constructeurs de biens situés dans une zone classée en aléa moyen ou fort,.
La commune a été reconnue en état de catastrophe naturelle au titre des dommages causés par les inondations et coulées de boue survenues en 1982, 1983, 1999 et 2010, par la sécheresse en 1989 et par des mouvements de terrain en 1999 et 2010.

#### Risque particulier
Dans plusieurs parties du territoire national, le radon, accumulé dans certains logements ou autres locaux, peut constituer une source significative d’exposition de la population aux rayonnements ionisants. Selon la classification de 2018, la commune de Saint-Paul-en-Gâtine est classée en zone 3, à savoir zone à potentiel radon significatif.

## Histoire
En 1997, la commune est traversée par le Tour de France lors de la 5ème étape.
En 2011, le samedi 18 juin a eu lieu l'inauguration de la Maison de la randonnée de la communauté de communes Terre de Sèvre.

## Administration
| Période   | Période  | Identité           | Étiquette | Qualité |
| --------- | -------- | ------------------ | --------- | ------- |
| mars 2008 | mai 2020 | Bernard GIRAUD     |           |         |
| mai 2020  |          | Jean Claude METAIS |           |         |

## Population et société

### Démographie
L'évolution du nombre d'habitants est connue à travers les recensements de la population effectués dans la commune depuis 1793. Pour les communes de moins de 10 000 habitants, une enquête de recensement portant sur toute la population est réalisée tous les cinq ans, les populations de référence des années intermédiaires étant quant à elles estimées par interpolation ou extrapolation. Pour la commune, le premier recensement exhaustif entrant dans le cadre du nouveau dispositif a été réalisé en 2006.

En 2022, la commune comptait 496 habitants, en évolution de +11,21 % par rapport à 2016 (Deux-Sèvres : +0,18 %, France hors Mayotte : +2,11 %).
| 1793 | 1800 | 1806 | 1821 | 1831  | 1836  | 1841  | 1846  | 1851  |
| ---- | ---- | ---- | ---- | ----- | ----- | ----- | ----- | ----- |
| 815  | 806  | 811  | 929  | 1 043 | 1 059 | 1 084 | 1 104 | 1 098 |

| 1856  | 1861  | 1866  | 1872  | 1876  | 1881  | 1886  | 1891  | 1896  |
| ----- | ----- | ----- | ----- | ----- | ----- | ----- | ----- | ----- |
| 1 115 | 1 152 | 1 220 | 1 233 | 1 250 | 1 247 | 1 273 | 1 256 | 1 232 |

| 1901  | 1906  | 1911 | 1921 | 1926 | 1931 | 1936 | 1946 | 1954 |
| ----- | ----- | ---- | ---- | ---- | ---- | ---- | ---- | ---- |
| 1 113 | 1 061 | 992  | 842  | 806  | 786  | 757  | 697  | 679  |

| 1962 | 1968 | 1975 | 1982 | 1990 | 1999 | 2006 | 2011 | 2016 |
| ---- | ---- | ---- | ---- | ---- | ---- | ---- | ---- | ---- |
| 651  | 595  | 518  | 503  | 509  | 494  | 446  | 455  | 446  |

| 2021 | 2022 | - | - | - | - | - | - | - |
| ---- | ---- | - | - | - | - | - | - | - |
| 478  | 496  | - | - | - | - | - | - | - |

## Culture locale et patrimoine

### Lieux et monuments
- Église Saint-Paul de Saint-Paul-en-Gâtine.

C'est dans la commune de Saint-Paul-en-Gâtine, au lieu-dit et source « la Sauvagère », dans l'étang, que naît la rivière « la Vendée » donnant son nom au département éponyme, situé à quelques minutes à pied de L'Absie, en descendant en contrebas vers l'ouest depuis la place de la mairie.

### Personnalités liées à la commune
Ernest Pérochon a été instituteur à Saint-Paul-en-Gâtine de 1909 à 1914. C'est ici qu'il écrit son premier chef-d'œuvre, Les Creux de Maisons.